# قسطنطين إستيفيز
قسطنطين إستيفيز (بالبرتغالية: Constantino Esteves‏) هو مخرج برتغالي، ولد في 22 أكتوبر 1914 في لشبونة في البرتغال، وتوفي في 1985.

## وصلات خارجية
- قسطنطين إستيفيز على موقع IMDb (الإنجليزية)
- قسطنطين إستيفيز على موقع قاعدة بيانات الفيلم (الإنجليزية)
- قسطنطين إستيفيز على موقع كينوبويسك (الروسية)